# Прудхоз (Восточно-Казахстанская область)
Прудхоз (каз. Прудхоз) — село в Восточно-Казахстанской области Казахстана. Находится в подчинении городской администрации Усть-Каменогорска. Входит в состав Меновновского сельского округа. Код КАТО — 631031200.

## Население
В 1999 году население села составляло 191 человек (94 мужчины и 97 женщин). По данным переписи 2009 года, в селе проживало 218 человек (110 мужчин и 108 женщин).